# پاک‌دینی
«پاک‌دینی» نام جنبشی سیاسی-اجتماعی در تاریخ معاصر ایران بود که احمد کسروی آن را با هدف ساختن یک «هویت ایرانیِ سکولار» در جامعه ایران، بنیان‌گذاری کرد.

احمد کسروی کتاب ورجاوند بنیاد را به عنوان «بنیاد پاک‌دینی» معرفی می‌کرد.
کوتاه سخن، ارج در پاکدینی است. ارج در سخنان پرمغز اوست. اگر دنبال نیکوکاری هستیم بهترین آن، پاکدین راستین بودنست.

## دلایل پایه‌گذاری جنبش پاک‌دینی
شما از چه می‌نالید؟!.. از دست که گله می‌کنید؟! سرچشمهٔ همهٔ گرفتاریهای شما در میان خودتانست. شما خود بدید که دچار بدی گردیده‌اید…
کسروی به دین اسلام اعتقاد داشت و نمی‌خواست دین اسلام را از میان ببرد، بلکه فکر می‌کرد که مردم معنای دین را اشتباه دریافته‌اند، او می‌گفت مردم گمراه شده‌اند. پس او تصمیم گرفت که معنای دین را روشن کند و در این راه با دیگر دیدگاه‌ها چون تشیع، تصوف و بهاییت مبارزه کرد.
مخالفان او و دیگر پیروانش را آزار می‌دادند و به باهماد آزادگان حمله می‌کردند و ویران می‌کردند و کسروی را دوباره ترور کردند که بار نخست زنده ماند و بار دوم او را به همراه یکی از یارانش کشتند.
از کارهایی که مخالفان برای جلوگیری از گرویدن مردم به پاکدینی کردند، شایعه پراکنی بود. آن‌ها میان مردم شایعه پراکندند که باهماد آزادگان قرآن می‌سوزاندند و به اسلام باور نمی‌دارند.
کسروی پس ماندگی ایران و ایرانیان را حاصل اندیشه ایشان می‌دانست، زیرا کارهای انسان از اندیشه‌های او پیروی می‌کند، اینست راهی را بنیاد نهاد که «پاکدینی» نامید.

## نبرد با بدآموزی‌ها
کسی که به بدآموزی و گمراه گردانی برخاسته باید به او کهرایید (نهی کرد). باید بدی کار، و زیان‌ها آن را زندید و روشن گردانید. اگر با اینحال بازنگشت باید کشت، و جهان را از آسیب او بازداشت. چنان‌که گفته‌ایم: کسانی اگر در پی فهمیدن و فهمانیدنند، راه دانشها برویشان گشاده است. از اینراه تا توانند پیش روند و هرچه می‌پژوهند بجویند.

## جمعیت باهماد آزادگان

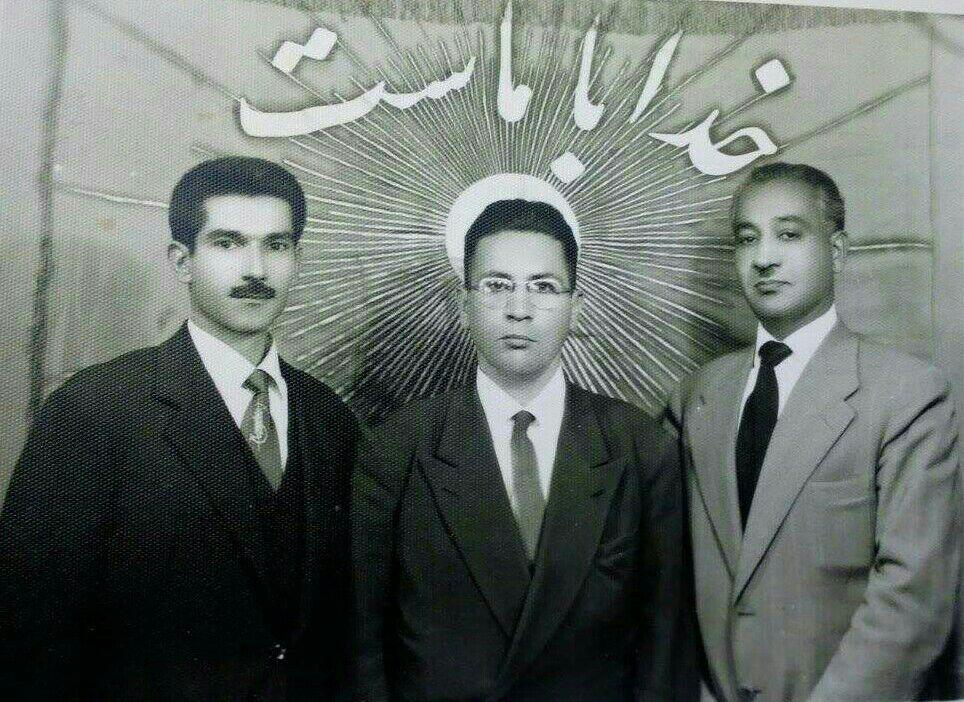
اندامان کوشاد یاهماد آزادگان، آبادان، پیکره احتمالاً در سال‌های ۱۳۳۰–۱۳۳۴ گرفته شده.

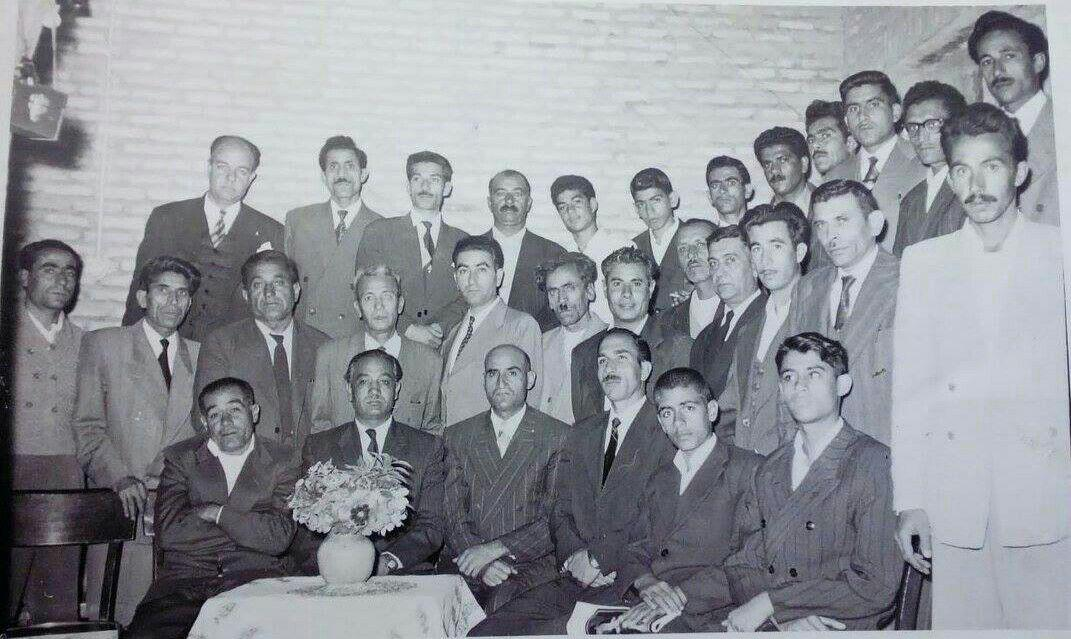
پیکره از اندامان کوشاد، پیکره دوم

باهماد آزادگان نام گروهی از هواداران احمد کسروی است که در حیات او و پس از آن در راه اشاعه اندیشه‌های اجتماعی و سکولار احمد کسروی موسوم به «پاک‌دینی» فعالیت می‌کردند.

### مرامنامه
مواد شانزده‌گانه:
1. هواداری از مشروطه و قانون اساسی و ایستادگی در جلو بازگشت استبداد.
2. نشر معنی مشروطه در میان توده و آماده گردانیدن مردم برای آن.
3. نظارت بر اجرای قوانین و اعتراض به هر نقض قانونی که رو دهد.
4. هواداری از تعقیب یک سیاست روشن.
5. جلوگیری از تقلیدهای بی جا که از حزب‌های اروپا می‌شود.
6. روشن گردانیدن اذهان درباره ثروت حقیقی و اینکه سرچشمه آن زمین و هوا و آفتاب است و باید قدر این‌ها را دانست.
7. تغییر وضع تجارت و برگردانیدن آن به معنی درستش و تطبیق آن با مصالح توده.
8. کوشش به رواج علم و صنعت و تقید با اینکه تا ممکن است حوائج صنعتی در خود کشور تهیه گردد.
9. ترویج کشاورزی و اساس زندگانی گرفتن آن و آبادی دهات و کمی تفاوت میان آن‌ها با شهرها.
10. جلوگیری از مفت خواری از هر راه که باشد و اینکه میزان برخورداری هر کس، جربزه و کوشش او باشد.
11. نبرد با پراکندگی عقاید و کوشش به یکی بودن اندیشه‌ها و آرمان ها.
12. کوشش به فزونی نفوس و ناگزیر گردانیدن زناشوئی و سادگی آن.
13. کوشش به سادگی رخت و افزار زندگی.
14. کوشش برای توسعه و رواج بهداشت همگانی و مبارزه با بیماری‌ها.
15. تغییر سازمان و قوانین دادگستری و ساده گردانیدن قضاوت‌ها.
16. ناگزیر گردانیدن آموزش ابتدائی و تغییر برنامه آموزشگاه‌ها و از بین بردن تعلیمات زیان مند و بیهوده.[۴]

## کتاب‌ها
امروز نیز جوانان و دیگران بهترین کاری که در راه پاکدینی توانند کرد و همانا خشنودی آفریدگار نیز در آنست، اینست که نوشته‌ها و کتابهای او را با باریک بینی بخوانند و نیک دریابند و به دست کسانی که درپی دانستن و فهمیدنند برسانند. اینگونه کارهاست که کسی را رستگار گرداند و خود کوشش به توانا گردانیدن خردها است.

### بنیاد
- ورجاوند بنیاد (بنیاد پاک دینی)
- راه رستگاری
- دین و جهان
- در پیرامون خرد
- در پیرامون روان

### پیرامون ادبیات
- حافظ چه می‌گوید؟ (در نقد حافظ)
- در پیرامون رمان (در نقد رمان‌نویسی و رمان خوانی)
- در پیرامون شعر و صوفیگری (در نقد شعرهای بیهوده سروده و عاشقی دروغین نمودن و نقد تصوف)

### نبرد با گمراهی‌ها
- شیعی گری (مخالفت با شیعی‌گری به عنوان یکی از گمراهی‌ها، این کتاب به مرگش منجر شد)
- پندارها (مخالفت با جادو، پیشگویی و…)
- بهایی گری (مخالفت با بهاییت)
- صوفی‌گری (مخالفت با تصوف)
- در پیرامون فلسفه (مخالفت با فلسفه یونان و پندارهای بیهوده رشتن و بدآموزی)
- ما چه می‌خواهیم؟ (در نقد مادی‌گری و تصوف، در بردارنده دیدگاه‌های کسروی پیرامون اسلام)

### کتاب سوزان
- دادگاه (مردم را داور می‌گیرد که آیا کتاب سوزان ما حق نیست؟)
- یکم دی ماه و داستانش (پیرامون کتاب سوزان سخنرانی‌هایی از خود کسروی و دیگر آزادگان آورده شده)